# Exiles-Nunatakker
Die Exiles-Nunatakker sind eine Gruppe kleiner Nunatakker an der Oates-Küste des ostantarktischen Viktorialands. In den Wilson Hills ragen sie 13 km südsüdwestlich der DeRemer-Nunatakker auf.
Der United States Geological Survey kartierte sie anhand eigener Vermessungen und Luftaufnahmen der United States Navy aus den Jahren von 1960 bis 1963. Das Advisory Committee on Antarctic Names benannte sie 1964 nach ihrer isolierten geographischen Lage.